# Okenia elegans
Okenia elegans is een slakkensoort uit de familie van de plooislakken (Goniodorididae). De wetenschappelijke naam van de soort werd in 1828 voor het eerst geldig gepubliceerd door Leuckart.

## Beschrijving
Okenia elegans is een aantrekkelijke naaktslak met een maximaal geregistreerde lengte van 80 mm. De kleur van zijn lichaam is wit, doordrenkt met roze gedeeltes, variërend tot rood bij sommige individuen. Vingerachtige tentakels steken uit het hoofd, de randen van de mantel en het midden van het dorsum. Deze tentakels zijn oranje met gele of witte punten. Er loopt een gele band rond de rand van de voet. De gelamelleerde rinoforen zijn roze van kleur met gele uiteinden.

## Verspreiding
Okenia elegans is beschreven vanuit de buurt van Sète aan de Middellandse Zeekust van Frankrijk. Het wordt gemeld vanuit de aangrenzende Atlantische Oceaan tot in het noorden van Schotland. 

## Ecologie
Deze naaktslak voedt zich met de zee-abrikoos (Polycarpa scuba). Het wordt vaak gevonden ingegraven in de mantel van deze zakpijp, met alleen de kieuwen die uitsteken. De eiersnoer van deze naaktslak ziet eruit als een roze lint dat onregelmatig en losjes opgerold is.